# Vocal semicerrada central redondeada
La vocal semicerrada central redondeada (escucharⓘ) es un tipo de sonido vocálico usado en ciertas lenguas habladas. El símbolo en el Alfabeto Fonético Internacional que representa este sonido es ɵ, y el símbolo X-SAMPA es 8. El símbolo  ɵ es una o minúscula tachada, y no debe confundirse con la letra griega theta (θ), que en el AFI representa un sonido consonántico, la fricativa dental sorda.
El carácter ɵ se ha usado en varios alfabetos derivados del latín, como el Jañalif, aunque en esta lengua denota un sonido diferente al del AFI.

## Rasgos
Rasgos de esta vocal:
- Su abertura es semicerrada, lo que significa que la lengua se sitúa entre una vocal cerrada y una vocal intermedia.
- Su localización vocálica es central, lo que significa que la lengua se sitúa entre una vocal anterior y una vocal posterior
- Se trata de una vocal redondeada, lo que significa que los labios se abocinan.

## Ejemplos
| Lengua | Lengua    | Término    | AFI       | Traducción | Notas                                     |
| ------ | --------- | ---------- | --------- | ---------- | ----------------------------------------- |
| Chino  | Cantonés  | 出/c'eo't7 | [tsʰɵt˥ʔ] | 'salir'    |                                           |
| Inglés | Australia | b'ir'd     | [bɵːd]    | 'pájaro'   |                                           |
| Sueco  | Sueco     | d'u'm      | [dɵmː]    | 'tonto'    | No es exactamente [ɵ], sino una variante. |
| Toda   | Toda      | பர்/pȫr     | [pɵːr̘]    | 'nombre'   |                                           |

La [ɵ] del sueco es endolabial. El tipo de redondeamiento de [ɵ] en otras lenguas, o incluso el hecho de que exista una diferencia, no está claro.